# آمیب
آمیب‌ها (به انگلیسی: Amoeba, Amoeboid) گروهی از تک سلولی یوکاریوت هستند که به کمک پاهای کاذب خود قادر به حرکت می‌باشند. این نوع از آغازیان معمولاً در خاک‌های مرطوب و در آب زندگی می‌کنند، و سطحی سیال دارند.
آمیب‌ها یک زیر رده ا آمیبوزوا (Amoebozoa) یا برای اشاره کلی به تمامی تک سلولی‌هایی که با پای کاذب حرکت می‌کنند (آمیب‌شکل‌ها) استفاده می‌شود. چون دیواره سلولی ندارند پاهای کاذب از هر بخشی از بدن ممکن است بیرون بزند در این هنگام بقیه محتوای سلولی وارد پای کاذب می شود و جاندار را به سمت ان می کشد.
آمیب اولین بار توسط آگوست روزنهوف در سال ۱۷۵۵ میلادی کشف گردید. کلمه آمیب از ریشه یونانی به معنای تغییر گرفته شده‌است. حرکت آمیب بوسیله پاهای کاذب با تبدیل شدن آندوپلاسم به اکتوپلاسم یا تبدیل شدن اکتوپلاسم به اندوپلاسم انجام می‌گیرد.

## محل زندگی
آمیب‌ها هم در آب شیرین و هم در آب شور زندگی می‌کنند، در خاک‌های مرطوب نیز به فراوانی یافت می‌شوند.واما در برکه ها قابل پیدایش هستند.

## نوع زندگی
بیشتر آمیب‌ها زندگی آزاد دارند و با آندوسیتوز مواد غذایی مورد نیاز خود را از محیط اطراف بدست می‌آورند.